# August Klughardt
August Klughardt (Köthen, 1847. november 30. – Dessau, 1902. augusztus 3.) német zeneszerző és karmester. 1869 és 1873 között Weimarban élt, itt találkozott Liszt Ferenccel, ami meghatározta későbbi munkásságát.